# Iqram Rifqi
Iqram Rifqi (25 febbraio 1996) è un calciatore singaporiano, attaccante del Starlight Soccerites.

## Statistiche

### Presenze e reti nei club
| Stagione                 | Squadra                  | Campionato               | Campionato | Campionato | Coppe nazionali | Coppe nazionali | Coppe nazionali | Coppe continentali | Coppe continentali | Coppe continentali | Altre coppe | Altre coppe | Altre coppe | Totale | Totale |
| Stagione                 | Squadra                  | Comp                     | Pres       | Reti       | Comp            | Pres            | Reti            | Comp               | Pres               | Reti               | Comp        | Pres        | Reti        | Pres   | Reti   |
| ------------------------ | ------------------------ | ------------------------ | ---------- | ---------- | --------------- | --------------- | --------------- | ------------------ | ------------------ | ------------------ | ----------- | ----------- | ----------- | ------ | ------ |
| 2017                     | Home United              | SL                       | 10         | 0          | SC              | 5               | 1               | -                  | -                  | -                  | SLC         | 3           | 1           | 18     | 2      |
| 2018                     | Home United              | SL                       | 16         | 2          | SC              | 5               | 1               | AFC Cup            | 1                  | 0                  | -           | -           | -           | 22     | 3      |
| 2019                     | Home United              | SL                       | 17         | 0          | SC              | 3               | 1               | AFC+AFC Cup        | 1+4                | 0+0                | -           | -           | -           | 25     | 1      |
| Totale Home United       | Totale Home United       | Totale Home United       | 43         | 2          |                 | 13              | 3               |                    | 6                  | 0                  |             | 3           | 1           | 65     | 6      |
| 2020                     | Lion City Sailors        | SL                       | 1          | 0          | SC              | 0               | 0               | -                  | -                  | -                  | -           | -           | -           | 1      | 0      |
| 2021                     | Geylang International    | SL                       | 7          | 0          | SC              | 0               | 0               | -                  | -                  | -                  | -           | -           | -           | 7      | 0      |
| 2022                     | Lion City Sailors        | SL                       | 15         | 1          | SC              | 0               | 0               | AFC                | 6                  | 0                  | SCS         | 1           | 0           | 22     | 1      |
| Totale Lion City Sailors | Totale Lion City Sailors | Totale Lion City Sailors | 16         | 1          |                 | 0               | 0               |                    | 6                  | 0                  |             | 1           | 0           | 23     | 1      |
| Totale carriera          | Totale carriera          | Totale carriera          | 66         | 3          |                 | 13              | 3               |                    | 12                 | 0                  |             | 4           | 1           | 95     | 7      |

### Cronologia presenze e reti in nazionale
| Cronologia completa delle presenze e delle reti in nazionale ― Singapore | Cronologia completa delle presenze e delle reti in nazionale ― Singapore | Cronologia completa delle presenze e delle reti in nazionale ― Singapore | Cronologia completa delle presenze e delle reti in nazionale ― Singapore | Cronologia completa delle presenze e delle reti in nazionale ― Singapore | Cronologia completa delle presenze e delle reti in nazionale ― Singapore | Cronologia completa delle presenze e delle reti in nazionale ― Singapore | Cronologia completa delle presenze e delle reti in nazionale ― Singapore |
| Data                                                                     | Città                                                                    | In casa                                                                  | Risultato                                                                | Ospiti                                                                   | Competizione                                                             | Reti                                                                     | Note                                                                     |
| ------------------------------------------------------------------------ | ------------------------------------------------------------------------ | ------------------------------------------------------------------------ | ------------------------------------------------------------------------ | ------------------------------------------------------------------------ | ------------------------------------------------------------------------ | ------------------------------------------------------------------------ | ------------------------------------------------------------------------ |
| 14-11-2019                                                               | Doha                                                                     | Qatar                                                                    | 2 – 0                                                                    | Singapore                                                                | Amichevole                                                               | -                                                                        | 53’                                                                      |
| 19-11-2019                                                               | Al Muharraq                                                              | Yemen                                                                    | 1 – 2                                                                    | Singapore                                                                | Qual. Mondiali 2022                                                      | -                                                                        | 75’                                                                      |
| Totale                                                                   |                                                                          | Presenze                                                                 | 2                                                                        |                                                                          | Reti                                                                     | 0                                                                        |                                                                          |

## Palmarès

### Club

#### Competizioni nazionali
- Premier League: 1

Lion City Sailors: 2021